# پاتریک جفری
پاتریک جفری (انگلیسی: Patrick Jeffrey؛ زادهٔ ۲۵ ژوئن ۱۹۶۵) ورزشکار شیرجه اهل ایالات متحده آمریکا است.
وی در مسابقات کشوری و بین‌المللی در مجموع برندهٔ ۲ مدال برنز شده است.
وی دو بار در سالهای ۱۹۸۸ و ۱۹۹۶ در بازی‌های المپیک تابستانی شرکت کرد. بهترین نتیجه وی کسب مقام نهم در مسابقات ۱۰ متر مردان در آتلانتا، جورجیا (۱۹۹۶) بود. جفری در بازی‌های پان امریکن، در سال‌های ۱۹۹۱ و ۱۹۹۵، دو بار مدال برنز گرفت.